# Туран, Бюлент
Бюлент Туран (род. 17 января 1975, Чанаккале) — турецкий политик, член партии справедливости и развития.

## Биография
Родился в Чанаккале. Окончил лицей имам-хатыбов. Получил степень бакалавра в Восточно-Средиземноморском университете, затем степень магистра в университете 18 марта. Владел собственной юридической фирмой. Принимал активное участие в работе ряда неправительственных организаций.

### Политическая карьера
Члена партии справедливости и развития. Занимал должность председателя молодёжного отделения ПСР в Стамбуле. В 2011 году был избран членом Великого национального собрания. Входил в состав комиссии по вопросам правосудия Великого национального собрания. Занимал должность заместителя генерального секретаря ПСР.

### Личная жизнь
Женат, двое детей. Владеет английским языком.